# Chiesa di San Rocco (Québec)
La chiesa di San Rocco è un luogo di culto cattolico di Québec.

## Storia
Una prima chiesa fu costruita nel 1811, che venne distrutta da un incendio nel 1816. Fu immediatamente ricostruita nello stesso sito. La parrocchia di Notre-Dame de Saint-Roch venne eretta nel 1829. L'interno della chiesa fu quindi allestito secondo i piani di Thomas Baillairgé. Un ampliamento fu effettuato nel 1841, ma la chiesa subì di nuovo un incendio nel 1845. La seconda ricostruzione venne effettuata tra il 1845 e il 1852.

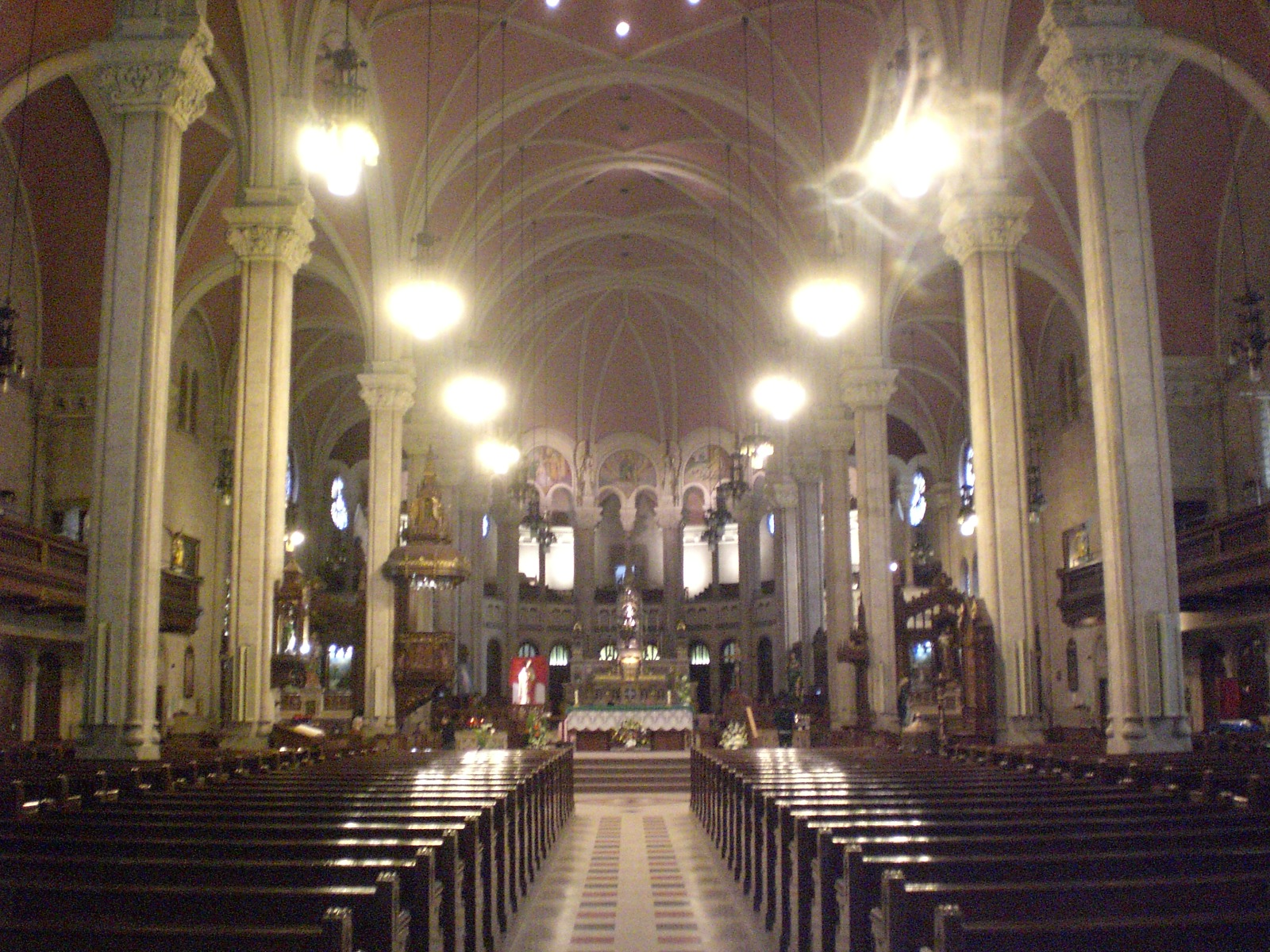
Interno della chiesa

Nel 1913, la parrocchia decise di costruire una nuova chiesa più grande e più imponente. Sarà la quarta e ultima chiesa. Gli architetti Talbot e Dionne offrono un progetto in stile neo-medievale con interni neo-romanici. I lavori iniziarono con la costruzione del presbiterio nel 1914, proseguendo per concludersi nel 1918. La chiesa fu aperta al culto nell'aprile 1920, anche se gli interni erano incompiuti. Louis Napoléon Audet, un architetto che lavorava alla Basilica di Sainte-Anne-de-Beaupré, fu incaricato della progettazione finale. Le panchine furono installate nel 1924 e gli arredi per il santuario nel 1925. Tra i dipinti che vi sono installati, alcuni sono realizzati dai maestri Jacques Blanchard, Collin de Vermont e Antoine Plamondon.

## Descrizione
La chiesa, la più grande della città, è lunga 80,8 metri, larga 33,8 metri ed alta 45,7 metri.